# Паутинник горный
Паути́нник го́рный, плю́шевый, или ора́нжево-кра́сный (лат. Cortinarius orellanus) — вид грибов, входящий в род Паутинник (Cortinarius) семейства Паутинниковые (Cortinariaceae). Смертельно ядовит, содержит медленно действующие токсины, вызывающие почечную недостаточность.

## Описание
Пластинчатый шляпконожечный гриб. Шляпка взрослых грибов достигает 3—8 см в диаметре, у молодых грибов выпуклая, затем плоско-выпуклая, с тупым бугорком в центре. Поверхность сухая, бархатисто-волокнистая или войлочно-чешуйчатая, красно-коричневая до жёлто-бурой. Пластинки гименофора приросшие к ножке, сравнительно редкие, у молодых грибов оранжево-коричневые, с возрастом немного темнеют.
Мякоть желтоватая, иногда с несильным редечным запахом.
Ножка достигает 4—9 см в длину и 1—2 см в толщину, цилиндрическая, или немного сужающаяся книзу, с волокнистой светло-жёлтой поверхностью, лишённой признаков поясков.
Споровый отпечаток ржаво-коричневого цвета. Споры 8,5—12×5,5—6,5 мкм, эллиптические, с бородавчатой поверхностью.
Ядовитый гриб, содержащий орелланины. Вызывает необратимые изменения в почках, часто приводящие к летальному исходу.

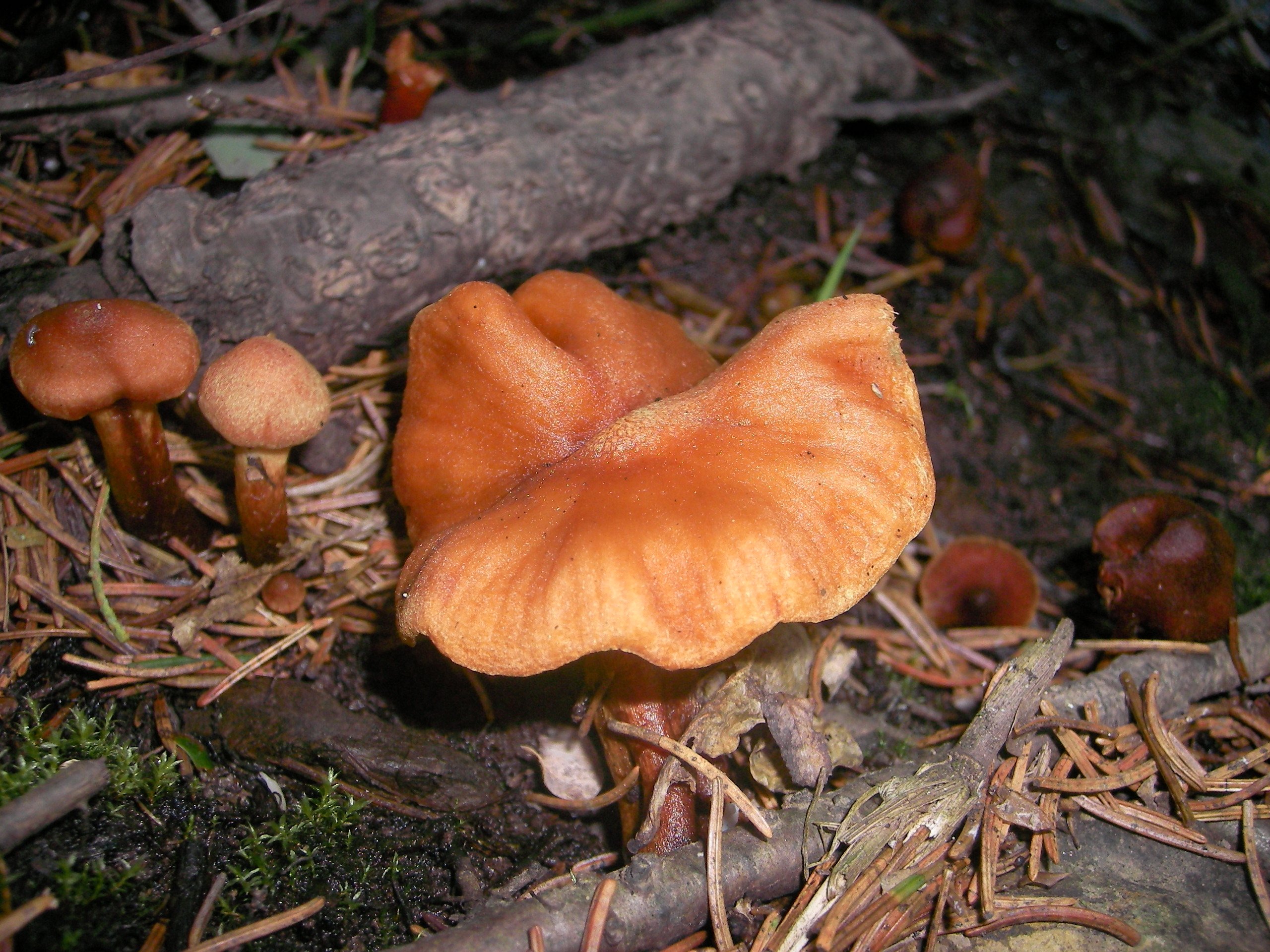
Паутинник красивейший — печально известный вид, произрастающий под хвойными

### Сходные виды
- Cortinarius rubellus Cooke, 1887 — Паутинник красивейший также смертельно ядовит, произрастает в хвойных лесах, образует микоризу с елью.

## Экология и ареал
Распространён только в Европе, где известен из всех районов, однако на севере очень редок. На территории России не обнаружен.
Произрастает в широколиственных лесах, образует микоризу с дубом и буком.

## Синонимы
- Dermocybe orellana (Fr.) Ricken, 1915